# Extranjeros de sí mismos
Extranjeros de sí mismos película documental dirigida por José Luis López-Linares y Javier Rioyo en el año 2001 

## Argumento
Es una investigación sobre los jóvenes que lucharon en la guerra civil por algo en lo que creían. El documental recoge los testimonios de antiguos combatientes ahora ya más que octogenarios que lucharon en diferentes bandos: los italianos que vinieron a España a apoyar al bando sublevado con las armas, los extranjeros que se alistaron a las Brigadas Internacionales y los españoles integrantes de la División Azul que marcharon a Rusia a combatir el comunismo. Intentando evitar las valoraciones políticas, "Extranjeros de sí mismos" refleja los diferentes sentimientos que impulsaron a aquellos jóvenes a presentarse voluntarios a coger las armas y arriesgar su vida por unos ideales en los que creían, fueran los que fueran.